# Pericolo giallo (album)
Pericolo giallo è l'ottavo album in studio del gruppo musicale italiano Giorgio Canali & Rossofuoco, pubblicato il 13 ottobre 2023 da La Tempesta Dischi. L'album è stato anticipato dal singolo C'era ancora il sole, pubblicato il 14 settembre precedente.

## Tracce
Testi di Giorgio Canali, musiche di Giorgio Canali, Stefano Dal Col, Marco Greco e Luca Martelli dove non specificato.
1. C'era ancora il sole
2. Un filo di fumo
3. Morti per niente
4. Solo stupida poesia
5. Pericolo giallo
6. Pulizie etiche
7. Meteo in quattroquarti
8. Quando si spegne il sole
9. A occhi chiusi
10. Come si sta (La guerra di Pierrot)
11. Cosmetico
12. La fine del mondo (musica: Aleph Viola)

## Formazione
Gruppo
- Giorgio Canali - voce, chitarra, basso, tastiere
- Stewie DalCol - chitarra, tastiere
- Marco Greco - basso, chitarra
- Luca Martelli - batteria, cembalo

Altri musicisti
- Luana Sallicandro - basso sull'intro di Morti per niente
- Aleph Viola - chitarra, tastiere, musica di La fine del mondo

Produzione
- Giorgio Canali - missaggio, mastering
- Diego Piotto - missaggio, mastering
- Martina Moretti - artwork